# Kalle Kriit
Kalle Kriit (Elva, 13 november 1983) is een voormalig Ests wielrenner, die ook actief was als mountainbiker.

## Carrière
Kalle Kriit stond vooral bekend als klimmer en een uitstekende helper binnen het team. Hij had de bijnaam Estonian Emperor (keizer van Estland).
In 2008 kwam hij uit voor de Estse ploeg Mitsubishi-Jartazi. Bij het verdwijnen van deze ploeg moest Kriit het een jaar zonder profcontract stellen. In 2010 kon hij een contract tekenen bij de Franse pro-continentale ploeg Cofidis.
Tijdens de voorbereiding op het seizoen 2011, brak hij thuis een knieschijf, waardoor hij dat jaar niet in competitie kwam. Zijn contract werd niet verlengd wat zorgde voor het einde van zijn carrière.

## Palmares
2007
Eindklassement Kreiz Breizh Elites
2010
 Estisch kampioen op de weg, Elite

### Resultaten in voornaamste wedstrijden
| Jaar | Ronde van Italië | Ronde van Frankrijk | Ronde van Spanje |
| ---- | ---------------- | ------------------- | ---------------- |
| 2010 | 98e              |                     |                  |

Abakoumov · Boyen · Cauquil · Coupé · Criquielion · Davis · Dekkers · Dressler · Drouilly · van Dijk · Habeaux · Kaupas · Kriit · Michajlov · Mouris · Nevens · Omloop · Ricci Poggi · Striska · Tombak · Vandenbroucke · Van Mingeroet · Vanlandschoot · Vantomme · Verheyen
Augé ·
Blot · 
Buffaz · 
Cusin ·
Demaret ·
Dumoulin ·
Duque · 
El Fares ·
Fouchard ·
Gallopin · 
Ista ·
Kern ·
Keukeleire · 
Kriit ·
Labbe ·
Lafargue ·
Lambert ·
Levy ·
Minard · 
Moinard · 
Moncoutié · 
Monier ·
Mulder · 
Pauriol ·
Pervis ·
Sijmens · 
Sireau ·
Taaramäe · 
Thirionet · 
Valentin · 
Zingle ·
Bagot (stagiair) ·
Edet (stagiair) ·
Petit (stagiair)
Bagot ·
Barle · 
Buffaz · 
Crépelière ·
Cusin ·
Demaret ·
Dumoulin ·
Duque · 
Edet ·
El Fares ·
Fouchard ·
Gallopin ·
Grandjean ·
Hervio · 
Ista ·
Keukeleire · 
Kriit ·
Labbe ·
Lambert ·
Maté · 
Moncoutié · 
Monier ·
Petit ·
Saramotins · 
Sijmens · 
Taaramäe · 
Thirionet · 
Valentin · 
Vogondy ·
Zingle ·
Delalot (stagiair) ·
Lavieu (stagiair) ·
Molard (stagiair) 